# Giuseppe Spinelli
Pour les articles homonymes, voir Spinelli.
Giuseppe Spinelli (né le 1er février 1694 à Naples, alors capitale du royaume de Naples et mort le 12 avril 1763 à Rome) est un cardinal italien  du XVIIIe siècle. 
Il est l'arrière-neveu du cardinal Lorenzo Imperiali, neveu du cardinal Giuseppe Renato Imperiali et cousin du cardinal Cosimo Imperiali. Il est l'oncle du cardinal Fernando Spinelli.

## Biographie
Giuseppe Spinelli est nommé évêque titulaire de Corinthe et internonce en 1721 puis nonce apostolique en Flandre (en) en 1725. Il est nommé secrétaire de la Congrégation pour l'érection des Églises et les provisions consistoriales en 1731 et archevêque de Naples en 1735. 
Le pape Clément XII le crée cardinal lors du consistoire du 17 juin 1735. Il participe aux conclaves de 1740 et 1758. Spinelli retourne à Rome en 1756 pour être nommé préfet de la Congrégation pour la propagation de la foi.
En 1761, il est nommé cardinal-évêque d'Ostie et devient ainsi doyen du Collège des cardinaux primus inter pares.

## Succession apostolique
Giuseppe Spinelli a ordonné les évêques suivants :
- Évêque Dominic O'Daly, O.P. (1725)
- Évêque Sylvester Lloyd (en), O.F.M. (1729)
- Évêque Michele Marculli (1733)
- Évêque Niccolò de Rosa (1733)
- Archevêque Michele Palma (it) (1737)
- Archevêque Pacifico Bizza (en) (1738)
- Évêque Francesco Iorio (1738)
- Évêque Paolo Cernuschi (de) (1739)
- Évêque Giacinto Maria Jannucci (1739)
- Évêque Giovanni Francisco Ingenuo (1741)
- Cardinal Antonino Sersale (1743)
- Archevêque Nicola Cioffi (1744)
- Évêque Giacinto Sardi (it) (1751)
- Évêque Niccolò Borgia (1751)
- Évêque Carlo Rosati (1752)
- Archevêque Francesco Pacca (it) (1752)
- Évêque Marco Antonio Zoglio (1752)
- Archevêque Nicolò Caracciolo, C.R. (1754)
- Archevêque Benedetto Latilla (it), C.R.L. (1754)
- Évêque Ciro de Alteriis (1754)
- Évêque Marco Aurelio Petruccelli (1754)
- Évêque Gennaro Perrelli (1755)
- Archevêque Nicola Sánchez de Luna (it) (1755)
- Évêque Onofrio del Tufo (1756)
- Cardinal Giuseppe Maria Capece Zurlo, C.R. (1756)
- Évêque Giuseppe Pitocco (1756)
- Archevêque Giuseppe Sersale (1758)
- Archevêque Serafino Filangieri (it), O.S.B. (1758)
- Archevêque Antonio Puoti (1758)
- Évêque Gioacchino Martínez (1760)
- Évêque Giovanni Coccoli (1760)
- Évêque Giovanni Saverio Pirelli (1760)
- Évêque Giovanni Battista Caracciolo (it), C.R. (1761)
- Évêque Gennaro Maria Albertini (it), C.R. (1761)
- Évêque Angelo Antonio Pallante (1761)
- Archevêque Michele Triali (1761)
- Évêque Francesco Pantuliani (1762)
- Évêque Andrea Torre, C.P.O. (1762)
- Évêque Domenico Volpe (1762)
- Évêque Giuseppe Maria de Leone (1762)
- Évêque Filippo Paini (1762)
- Évêque Donato Antonio Giannelli (1762)
- Archevêque Antonino Ganini (fi) (1763)
- Évêque Antonio De Cumis (1763)
- Évêque Diego Genovesi (1763)